# Краус, Рышард
Рышард Владислав Краус (30 июня 1964 — 3 ноября 2013) — польский футболист, который играл на позиции нападающего, сыграл четыре матча за сборную.

## Карьера
Краус начал свою карьеру в «Бествине», откуда в 1980 году перешёл в «Ястшембе». После семи лет в команде он решил перейти в «Одра Водзислав-Слёнски», где выступал следующие полтора года. Перед весенней частью сезона 1988/89 он вернулся в «Ястшембе», который тогда играл в Первой лиге. Краус сыграл в 14 матчах и забил 6 голов, но это не спасло клуб от вылета. Летом 1989 года он перешёл в «Гурник Забже». В сезоне 1990/91 он забил 16 голов, благодаря чему получил вызов в сборную, его дебют состоялся 5 февраля 1991 года в матче против Северной Ирландии. Свой последний международный матч он сыграл в июле 1992 года против Гватемалы. В 1994 году он перешёл в «Тыхы», Краус закончил свою карьеру в 1996 году в составе своего первого клуба, «Бествина».